# Grzegorz Niziołek
Grzegorz Niziołek (ur. 1962) – polski teatrolog, literaturoznawca i nauczyciel akademicki, profesor nauk humanistycznych.

## Życiorys
W 1986 ukończył filologię polską na Uniwersytecie Jagiellońskim. Na Wydziale Filologicznym tej samej uczelni uzyskiwał kolejne stopnie z nauk humanistycznych w zakresie literaturoznawstwa – w 1997 doktora, a w 2004 doktora habilitowanego. W 2015 otrzymał tytuł profesora nauk humanistycznych.
Zawodowo związany z macierzystą uczelnią, gdzie doszedł do stanowiska profesora nadzwyczajnego w Katedrze Teatru i Dramatu. Został także profesorem nadzwyczajnym na Wydziale Reżyserii Dźwięku Państwowej Wyższej Szkoły Teatralnej im. Ludwika Solskiego w Krakowie. W pracy naukowej zajął się zagadnieniami poświęconymi m.in. polskiemu teatrowi w XX i XXI wieku, sztuce reżyserii, tradycji romantycznej w polskim teatrze oraz krytyce teatralnej.
Od 2004 do 2007 był kierownikiem literackim Narodowego Starego Teatru im. Heleny Modrzejewskiej w Krakowie. Zainicjował festiwal teatralny „re_wizje”, pełniąc funkcję dyrektora artystycznego w dwóch pierwszych edycjach. W latach 2008–2010 razem z Agatą Siwiak zajmował stanowisko dyrektora artystycznego Festiwalu Dialogu Czterech Kultur w Łodzi. Współtworzył czasopismo teatralne „Didaskalia”, w którym objął funkcję redaktora naczelnego.

## Odznaczenia i wyróżnienia
W 2006 został odznaczony Srebrnym Krzyżem Zasługi, a w 2015 Srebrnym Medalem „Zasłużony Kulturze Gloria Artis”. W czerwcu 1997 został uhonorowany nagrodą Krakowska Książka Miesiąca za książkę Sobowtór i utopia. W 2013 za publikację Polski teatr Zagłady został wyróżniony Nagrodą im. Jana Długosza.

## Życie prywatne
W 2017 na łamach dwumiesięcznika „Replika” dokonał publicznego coming outu jako gej.

## Wybrane publikacje
- Sobowtór i utopia. Teatr Krystiana Lupy, Kraków 1997.
- „Dziady” od Wyspiańskiego do Grzegorzewskiego (współredaktor), Kraków 1999.
- Sny, komedie, medytacje, Kraków 2000.
- Ciało i słowo: szkice o teatrze Tadeusza Różewicza, Kraków 2004.
- Warlikowski: extra ecclesiam, Kraków 2008.
- Zła pamięć: przeciw-historia w polskim teatrze i dramacie, Wrocław 2012.
- Polski teatr Zagłady, Warszawa 2013.
- The Polish Theatre of the Holocaust, Londyn 2019.